# Спільне підприємство AMD і Китаю
Спільне підприємство компанії AMD і Китаю — угода між концерном із виробництва напівпровідників AMD і партнерами з Китаю, що ставить на меті ліцензування і виробництво мікропроцесорів архітектури x86 для китайського ринку. Угода є спробою знизити залежність Китаю від іноземних технологій,  а також, можливо, як відповідь на торгівельну війну між США і Китаєм 2018 року. Схожим є спільне підприємство Zhaoxin, організоване VIA Technologies.

## Структура
Через законні обмеження AMD мала організувати низку дочірніх компаній з метою уможливити ліцензування технології x86 Китаю. Об'єднувальною компанією стала Tianjin Haiguang Advanced Technology Investment Co. Ltd. (THATIC, «Тяньцзинсько-Гайґуанські інвестиції у передові технології»). Власниками THATIC (у різних пропорціях) є AMD, а також публічні і приватні китайські компанії, зокрема Китайська академія наук. Інші новоорганізовані фірми — Haiguang Microelectronics Co. Ltd. (HMC, володіє «місцевою інтелектуальною власністю» і організовує локальне виробництво процесорів) і Chengdu Haiguang Integrated Circuit Design Co., Ltd (Hygon, задіяна у проєктуванні, маркетингу і продажу процесорів).

## Історія
Спільне підприємство анонсоване AMD у 2016 році, а перший процесор випущений у 2018 року.

## Процесори
Перші процесори з'явилися 2018 року під назвою Hygon Dhyana; вони є системою на кристалі і майже не відрізняються від AMD Epyc. Відмінності настільки незначні, що знадобилося «менше ніж 200 рядків коду», щоб повноцінно підтримувати Dhyana у ядрі Linux.